# Iuriivka, Dobrovelîcikivka
Iuriivka (în ucraineană Юр`ївка) este o comună în raionul Dobrovelîcikivka, regiunea Kirovohrad, Ucraina, formată numai din satul de reședință.

## Demografie
Componența lingvistică a comunei Iuriivka
     Ucraineană (96,5%)
     Rusă (2,1%)
     Alte limbi (0,88%)
Conform recensământului din 2001, majoritatea populației comunei Iuriivka era vorbitoare de ucraineană (96,5%), existând în minoritate și vorbitori de rusă (2,1%).